# Star Screen Award/Bester Playbacksänger
Der Star Screen Award Best Male Playback ist eine Kategorie des indischen Filmpreises Star Screen Award.
Der Star Screen Award Best Male Playback wird von einer angesehenen Jury der Bollywoodfilmindustrie gewählt. Die Gewinner werden jedes Jahr im Januar bekannt gegeben.
Liste der Gewinner:
| Jahr | Sänger               | Film - Song                                       |
| ---- | -------------------- | ------------------------------------------------- |
| 1995 | Kumar Sanu           | 1942: A Love Story - Ek Ladki Ko Dekha            |
| 1996 | Hariharan            | Haqeeqat - Dil Ne Dil Se                          |
| 1997 | Udit Narayan         | Raja Hindustani - Aye ho Mere Zindagi Mein        |
| 1998 | Abhijeet             | Yes Boss - Mein Koi Aisa Geet                     |
| 1999 | Sukhwinder Singh     | Dil Se - Chaiyya Chaiyya                          |
| 2000 | Sukhwinder Singh     | Taal - Ramta Jogi                                 |
| 2001 | Lucky Ali            | Kaho Naa... Pyaar Hai - Ek Pal Ka Jeena           |
| 2002 | Sonu Nigam           | Dil Chahta Hai - Tanhayee                         |
| 2003 | Udit Narayan         | Devdas - Woh Chand Jaisa Ladki                    |
| 2004 | Kailash Kher         | Waisa Bhi Hota Hai - Allah ke bande               |
| 2005 | -                    | -                                                 |
| 2006 | Sonu Nigam           | Paheli - Dheera Jalna                             |
| 2007 | Shaan                | Fanaa - Chand Sifarish                            |
| 2008 | Soham                | Life... In A Metro - Inn Dinnon                   |
| 2009 | KK                   | "Khuda Jaane" - Bachna Ae Haseeno                 |
| 2010 | Rahat Fateh Ali Khan | "Aaj Din Chadheya" - Love Aaj Kal                 |
| 2011 | Rahat Fateh Ali Khan | "Dil Toh Baccha Hai Ji" - Ishqiya                 |
| 2012 | Mohit Chauhan        | "Saadda Haq" "Phir Se Ud Chala"- Rockstar         |
| 2013 | Javed Ali            | "Ishaqzaade" - Ishaqzaade                         |
| 2014 | Arijit Singh         | "Tum Hi Ho" - Aashiqui 2                          |
| 2015 | Arijit Singh         | "Muskurane" - CityLights                          |
| 2016 | Papon                | "Moh Moh Ke Dhaage" - Dum Laga Ke Haisha          |
| 2017 | Amit Mishra          | "Bulleya" - Ae Dil Hai Mushkil                    |
| 2018 | Arijit Singh         | "Zaalima" "Galti Se Mistake" - Raees Jagga Jasoos |
| 2019 | Arijit Singh         | "Ae Watan" - Raazi                                |
| 2020 | Sachet Tandon        | "Bekhayali"-Kabir Singh                           |